# サルバドール・バカリッセ
サルバドール・バカリッセ（Salvador Bacarisse, 1898年9月12日 - 1963年8月5日）はスペインの 作曲家。
マドリード出身。王立マドリード音楽院でマヌエル・フェルナンデス・アルベルディにピアノを、コンラッド・デル・カンポに作曲を師事。スペイン8人組（保守主義に対抗するためにフランス6人組の精神に基づいて結成された）の中心人物で、1936年までラジオ協会の芸術監督として新しい音楽の普及に尽力した。スペイン内戦後の1939年にフランシスコ・フランコの軍事政権を拒否して、フランスに亡命しパリで死去した。
作品には、ピアノ曲、室内楽、1958年にフランスラジオ賞を受賞した「ボアブディルの宝石」をはじめとするオペラ、4つのピアノ協奏曲、ヴァイオリン協奏曲などがある。今日もっとも有名な作品は、1952年に新ロマン主義音楽のスタイルで書かれた「ギター小協奏曲イ短調」である。

## 文献
- Christiane Heine. "Salvador Bacarisse", Grove Music Online grovemusic.com.
- Enrique Franco. "Salvador Bacarisse", Grove Music Online grovemusic.com.(Opera)